# كوميدي سنترال
كوميدي سنترال أو مركز الكوميديا (بالإنجليزية: Comedy Central)، قناة تلفزيونية أمريكية. مملوكة من قبل مجموعة فياكوم للموسيقى والترفيه، شركة فرعية من شركة فياكوم. تستهدف المشاهدين البالغين (عمر 18 فما فوق)، تعرض القناة برامج كوميدية أصلية، و(مكتسبة) مشتركة، وعروض ستاند أب كوميدي وبعض الأفلام.
منذ اواخر 2006، وسعت القناة وجودها حول العالم بقنوات محلية في ألمانيا، جمهورية التشيك، هنغاريا، إسرائيل، إيطاليا، أمريكا اللاتينية، نيوزلندا، هولندا، النرويج، بولندا، إسبانيا، السويد، الدنمارك، إيرلندا، المملكة المتحدة، الهند، البرازيل، البوسنة والهرسك، بلغاريا، بلجيكا، كرواتيا، رومانيا، مقدونيا، الجبل الأسود، صربيا، سلوفينيا، الشرق الأوسط وأفريقيا.
اعتباراً من فبراير، 2015، 93,992,000 مليون أسرة في الولايات المتحدة (80.70% من الاسر التي تمتلك تلفاز) يتلقون بث قناة كوميدي سنترال.

## برامج القناة

### برامج أصلية
- البرنامج اليومي (1996-الآن)
- ساوث بارك (1997-الآن)
- توش.0 (2009-الآن)
- النصف ساعة (2012-الآن)
- في منتصف الليل مع كريس هاردويك (2013-الآن)
- التاريخ الثمل (2013-الآن)
- داخل أيمي شومر (2013-الآن)
- الإنهيار مع جونا وكميل (2014-الآن)
- مدينة واسعة (2014-الآن)
- فترة اخرى (2015-الآن)
- غير آمن مع نيكي غلايزر (2016-الآن)

### برامج سابقة
- برنامج كرول (2013-2015)
- لماذا؟ مع هانيبال بوريس (2015)

## البث حول العالم
نسخ محلية من قناة كوميدي سنترال حول العالم:
- أفريقيا[3]
- عربية (الشرق الأوسط وشمال أفريقيا)، (ابتداءاً من 7 مايو، 2016) [5]
- أستراليا
- بلجيكا
- بلجيكا
- الدنمارك
- سويسرا
- المجر
- الهند
- إسرائيل
- إيطاليا
- أمريكا الاتينية
- نيوزيلندا
- هولندا
- النرويج
- بولندا
- إسبانيا
- السويد
- تايوان
- أوكرانيا (قريباً)
- المملكة المتحدة،  أيرلندا

كوميدي سنترال فاميلي:
- هولندا
- بولندا

كوميدي سنترال إكسترا:
- هولندا
- المجر
- بلغاريا
- المملكة المتحدة،  أيرلندا
- رومانيا

باراماونت كوميدي:
- روسيا

كوميدي سنترال بريما:
- جمهورية التشيك (14 ديسمبر، 2015) [6]

## وصلات خارجية
- الموقع الرسمي
- www.tntla.com – أمريكا الاتينية
- www.tnt-tv.nl نسخة محفوظة 17 مارس 2013 على موقع واي باك مشين. – هولندا
- www.tnt.com.br – البرازيل
- www.canaltnt.es – إسبانيا
- www.facebook.com/TNTDrama – فيسبوك
- twitter.com/tntdrama – تويتر
- www.youtube.com/user/tntweknowdrama – يوتيوب